# جاكيتشي
جاكيتشي (بالسيريلية Гакићи) هي قرية في البوسنة والهرسك. وهي تقع في بلدية كونييتش التابعة لكانتون الهرسك-نيريتفا في اتحاد البوسنة والهرسك. طبقا لنتائج تعداد البوسنة عام 2013 فقد كان عدد سكانها أقل أو يساوي 10 نسمة.

## التركيبة السكانية

### التطور التاريخي للسكان
| 1961 | 1971 | 1981 | 1991 | 2013 |
| ---- | ---- | ---- | ---- | ---- |
| 55   | 68   | 62   | 50   | ≤ 10 |

### توزيع السكان حسب الجنسية (1991)
في عام 1991 كان سكان القرية 50 نسمة وكلهم المسلمين (البوشناق).

## وصلات خارجية
- Maplandia (بالإنجليزية)